# Cantherhines longicaudus
Cantherhines longicaudus är en fiskart som beskrevs av Lee Milo Hutchins och Randall 1982. Cantherhines longicaudus ingår i släktet Cantherhines och familjen filfiskar. Inga underarter finns listade.